# 観測梯
観測梯（かんそくてい）は、大日本帝国陸軍、野戦重砲兵の観測器具のひとつである。
日本では、日露戦争ののち、観測梯が採用された。これは、戦争技術の進歩により敵が暴露されることが減じたために、砲兵は射弾の観測が困難になり、とくに満州では夏から秋にかけて高粱が丈高く茂り、敵軍の人馬を覆いかくし、展望は全く利かなくなったためである。
観測梯は、梯、補助梯および防楯から成る。梯は、固定梯および遊動梯から成る。固定梯から遊動梯を十分に引き出せば、全長は4.7 mである。固定梯の脚に補助梯を結合すると、全長は約6.7 mである。すなわち、観測梯は下から見ていくと、補助梯、固定梯、遊動梯となる。頂には、防楯を備え、鞍座を設け、梯は組立ののち、保支索によって3方に支定された。